# MAKOTOの夜はイタダキ
MAKOTOの夜はイタダキ（マコトのよるはイタダキ）は1985年頃から1988年12月に放送されたラジオ番組。関西放送制作が制作する番組で、キー局は関西のラジオ局（毎日放送ラジオ）だった。新聞の番組表では字数の関係で「MAKOTO」もしくは「マコト夜はイタダキ」と表記された。

## 概要
- 北野誠がパーソナリティーとしてトークを展開した。
- 放送時間は月曜 - 金曜の深夜（22時頃 - 翌2時頃）だった。
- 番組内でかける曲はJ-POPが大半であった。
- 提供スポンサーは特になかったが、番組内のCM（カウキャッチャーやヒッチハイクも含む）もそのままネットし。ほかには日本財団、カバヤ食品、高須クリニックなどが流れていた。

## 放送オンエア局
月曜日から金曜日までの放送。JRN・NRNの系列の一部で放送されていた。各局によって放送時間が異なっていた。
- 毎日放送ラジオ（キー局）
- 北海道放送
- 青森放送
- 秋田放送
- 岩手放送
- 山形放送
- 栃木放送
- 新潟放送
- 山梨放送
- 北日本放送
- 北陸放送
- 福井放送
- 岐阜放送
- 和歌山放送
- 山口放送
- 長崎放送
- ラジオ沖縄

| 毎日放送ラジオ（MBSラジオ）制作・JRN・NRN系列 平日2:40（月曜 - 金曜深夜）枠 | 毎日放送ラジオ（MBSラジオ）制作・JRN・NRN系列 平日2:40（月曜 - 金曜深夜）枠 | 毎日放送ラジオ（MBSラジオ）制作・JRN・NRN系列 平日2:40（月曜 - 金曜深夜）枠 |
| 前番組                                                                      | 番組名                                                                      | 次番組                                                                      |
| --------------------------------------------------------------------------- | --------------------------------------------------------------------------- | --------------------------------------------------------------------------- |
| 各番組                                                                      | MAKOTOの夜はイタダキ                                                        | らじとぴあワールド                                                          |